# Curriea transvena
Curriea transvena är en stekelart som beskrevs av Falco 2000. Curriea transvena ingår i släktet Curriea och familjen bracksteklar. Inga underarter finns listade i Catalogue of Life.